# Sphedamnocarpus multiflorus
Sphedamnocarpus multiflorus là một loài thực vật có hoa trong họ Malpighiaceae. Loài này được (Bojer ex A. Juss.) Nied. miêu tả khoa học đầu tiên năm 1924.